# Parti agraire du Turkménistan
Le Parti agraire du Turkménistan (en turkmène : Türkmenistanyň agrar partiýasy, abrégé TAP) est un parti politique turkmène. Le parti a été créé en septembre 2014, soit le troisième parti du pays depuis les réformes démocratiques de 2012.
Lors de l'élection présidentielle de 2017, le Parti agraire présente un candidat - Durdygylich Orazov, qui arrive en neuvième et dernière place parmi les candidats, remportant 1898 voix, soit 0,06 % des suffrages.
L'année suivante, le parti a présenté 28 candidats aux législatives.